# Klissza ostroma (1524)
Lásd még: Klissza ostroma (1522).
Klissza ostroma 1524. február 5-étől április 10-éig tartotta. A várat a horvátok védelmezték a hercegovinai török és bosnyák erőkkel szemben Novákovics Péter vezérletével.
1522 nyarán a dalmáciai Klissza már egy két hétig tartó ostromot megállt. Most egy több ezer fős sereg élén Musztafa pasa kezdte vívni. Minthogy a vár egy mediterrán területen feküdt és itt a tél enyhe, ezért a törököknek nem kellett kivárniuk a tavaszt.
A vár ellenben jó természeti adottságok között feküdt és két hónapig visszaverte a törökök támadását. Április 10-én Krusics Péter zenggi kapitánynak és Orlovcsics Györgynek hajókon 1500 gyalogos és hatvan lovas élén sikerült elérnie Klisszát, ahol a várbeliek közösen szétverték Musztafa seregét (ugyancsak ők mentették fel hasonló nagyságú sereggel a várat még 1522-ben).
Klissza és Jajca sikerrel fogta fel a török hadak támadásait (utóbbit aztán elfoglalták), de elveszett még ebben az évben a fontos Szörény, amelyet az itt aratott győzelmek aligha tudtak volna kiküszöbölni.
A törököknek csak 1537-ben sikerül elfoglalni egy majdnem tízéves blokád után Klisszát.